# 加藤和也 (数学者)
加藤 和也（かとう かずや、1952年（昭和27年）1月17日 - ）は、日本の数学者（整数論）。シカゴ大学数学科Samuel K. Allison Distinguished Service Professor。東京大学名誉教授。和歌山県生まれ、愛媛県育ち。

## 業績
専門は整数論で、局所類体論の高次元化とその一般化、大域化。保型形式の岩澤理論の部分的解決、{\displaystyle p}-進 {\displaystyle \varepsilon }-元の{\displaystyle (\varphi ,\Gamma )}加群の構成、BSD予想への貢献、スペンサー・ブロックと共にHodge-Tate予想への貢献、L関数における玉河数に関するBloch-加藤予想の提起や、ジャン・マルク・フォンテーヌ、リュック・イリュージーと共にlog代数幾何学を生み出した業績で知られる。「素数の歌」の作者。

## 略歴
- 1970年（昭和45年）- 愛光高等学校卒業
- 1975年（昭和50年）- 東京大学理学部数学科卒業
- 1977年（昭和52年）- 東京大学大学院理学系研究科修士課程修了、東京大学理学部助手に就任。
- 1980年（昭和55年）- 理学博士[2]
- 1982年（昭和57年）- 東京大学理学部講師
- 1984年（昭和59年）- 東京大学理学部助教授
- 1988年（昭和63年）- 日本数学会春季賞：高次元H類体論の研究。
- 1990年（平成2年）- 東京大学理学部教授
- 1990年（平成2年）- ICM招待講演（京都）[3]
- 1992年（平成4年）- 東京工業大学理学部教授
- 1995年（平成7年）- 井上科学振興財団井上学術賞：p進的方法による代数多様体の数論の研究。
- 1997年（平成9年）- 東京大学大学院数理科学研究科教授
- 2001年（平成13年）- 京都大学大学院理学研究科教授
- 2002年（平成14年）- 朝日新聞社朝日賞：整数論の研究[4]。
- 2002年（平成14年）- ICM招待講演（北京）[3]
- 2005年（平成17年）- 日本学士院恩賜賞・日本学士院賞：整数論・数論幾何学の研究。
- 2006年（平成18年）- ICM全体講演（マドリード）[3]
- 2009年（平成21年）- シカゴ大学数学科 Samuel K. Allison Distinguished Service Professor[5]

## エピソード
- 「素数の歌」の他にも多数作詞しており、「吉田塾合宿の歌[6]」もある。
- 学生のころ大学ノートを1日1冊使い切った[7]。
- 現在では整数論における世界的リーダーだが、学生時代は進振りの成績が良くなく、進みたかった天文学科に進めずに航空学科に進んだ[8]。航空学科では留年した。ところが数学科に転科して代数のテストを受けたところダントツだった[9]。
- 「ゼータ惑星」出身説[10]。
- 「類体論人間」や「コホモロジーの加藤」などの異名を持つ[11]。
- 素数の声が聞こえる[12]。
- 数列の収束したい気持ちを理解している[13]。
- 「素数踊り」を考えた[14]。
- 山や街を徘徊するのを好み、大学院のゼミは井の頭公園の池のボートの上、「骨董品」と称するガラクタが至るところに積まれた喫茶店、あるいは、秩父山中のけもの道で行われることが、しばしばである[15]。
- 学部4年時の指導教官は河田敬義であり、修士課程・博士課程時の指導教官は伊原康隆である[16]。
- 自身は斎藤毅、兵頭治、斎藤秀司、栗原将人、辻雄らの師である[17]。
- 2006年の国際数学者会議の基調講演において、ゼータ世界とゼータの化身を説明する際、日本の昔話「鶴の恩返し」について4枚の彩色された挿絵付きで解説した[18]。
- Hodge-Tate予想に関する結果をIHESでの講演で初めて発表した際、ピエール・ルネ・ドリーニュが驚きのあまり床に転げた[19]。

## 主要著書

### 単著
- 『解決！フェルマーの最終定理 現代数論の軌跡』日本評論社、1995年10月。ISBN 4-535-78223-7。
- 『類体論と非可換類体論 1 フェルマーの最終定理・佐藤-テイト予想解決への道』岩波書店、2009年1月。ISBN 978-4-00-006617-4。
- 『素数の歌が聞こえる』ぷねうま舎、2012年6月22日。ISBN 978-4-906791-02-6。
- 『数論への招待（シュプリンガー数学クラブ）』丸善出版、2012年11月27日。ISBN 978-4621065198。

### 共著・編著・共編著
- 21世紀数学研究会（梅田亨・加藤和也・黒川信重・砂田利一・高瀬幸一・辻元・森田茂之・盛田健彦・若山正人）『21世紀数学の展望』「数学セミナー（特集/21世紀の数学）」1996年1月号。
- 黒川信重、斎藤毅共著『岩波講座現代数学の基礎 18 数論 1 Fermatの夢』岩波書店、1996年10月。ISBN 4-00-010631-7。
- 黒川信重、斎藤毅共著『岩波講座現代数学の基礎 19 数論 2 類体論とは』岩波書店、1998年2月。ISBN 4-00-010643-0。
- 青本和彦、上野健爾・高橋陽一郎・神保道夫・難波完爾共著『現代数学の流れ 2』岩波書店〈現代数学への入門〉、2004年10月。ISBN 4-00-006886-5。
- 青本和彦・上野健爾・神保道夫・砂田利一・高橋陽一郎・深谷賢治・俣野博・室田一雄編 編『岩波数学入門辞典』岩波書店、2005年9月。ISBN 4-00-080209-7。
- 黒川信重、斎藤毅共著『数論 1』岩波書店、2005年1月。ISBN 4-00-005527-5。 -「岩波講座現代数学の基礎 19」（1998年刊）と「岩波講座現代数学の基礎 20」(1998年刊)の合冊、改訂。
- Kazuya Kato; Sampei Usui (2009). Classifying spaces of degenerating polarized Hodge structures. Annals of mathematics studies (AM-169). Princeton, N.J.: Princeton University Press. ISBN 978-0-691-13821-3 ISBN 978-0-691-13822-0

### 論説
- 「三鷹付近の青春」『カーマ トーラス』1978年。
- 「代数的 K 理論による局所類体論の一般化」『代数的整数論研究集会記録』1978年12月。
- 「完備離散付値体のガロア・コホモロジー」『京都大学数理解析研究所講究録 「整数論」シンポジウム報告集』第378巻、1980年、101-111頁。
- 「代数的 K 理論と類体論」『第4回 代数セミナー報告集』1981年。
- 加藤和也, 「代数的 K 理論 ― その整数論的側面」『数学』第34巻 第2号 p.97-115、日本数学会、1982年4月, doi:10.11429/sugaku1947.34.97。
- 「Milnor の K 群と体についての諸理論」『「代数的 K 理論」研究集会 報告集』1982年12月。
- 「類体論と Zero-cycle」『代数幾何学シンポジウム報告集』1983年。
- 「Brauer 群に関する Merkurjev・Suslin の結果について」『第29回代数学シンポジウム報告集』1983年。
- 「p進 étale cohomology の双対定理」『代数幾何学シンポジウム記録』1984年。
- 「書評 (Jean-Pierre Serre “Corps locaux”， Andre Weil “Basic Number Theory”)」『カーマトーラス』第18巻、1984年。
- 「スキームの整数論」『数学若手の会 会報』35号、1984年。
- 「高次元の分岐について」『代数学シンポジューム報告集』1987年。
- 「高次元の分岐について」『京都大学数理解析研究所講究録0609「代数的K-理論と代数的整数論」シンポジウム報告集』1987年。
- 「高次元の分岐理論（l-進層の Riemann-Roch，Serre の予想）」『代数幾何学シンポジウム』1987年。
- 「雑誌評 ― K-Theoryの創刊によせて」『學鐙』84巻12号、丸善出版、1987年12月。
- 「代数的 K 理論と L 函数の特殊値（Beilinson 予想の紹介）」『幾何と保型形式研究集会 報告集』1988年2月。
- 「類体論とD加群」『京都大学数理解析研究所講究録638「代数解析学の発展」シンポジウム報告集』1988年。
- 「玉河数と Hasse zeta の値に関する予想」『京都大学数理解析研究所講究録658「代数的整数論：最近の種々の話題について」シンポジウム報告集』1988年。
- 「類体論の一般化」『数学』第40巻 第4号 p.289-311, 日本数学会、1988年10月。
- 伊原康隆 述、斎藤毅 記「加藤和也氏の業績紹介講演記録（昭和63年度日本数学会賞春季賞）」『数学』第40巻 第4号、日本数学会、1988年10月。
- 数学セミナー編集部（加藤和也 談）「今月のひと 加藤和也さん」『数学セミナー（特集/数セミの読書週間）』1988年12月号、日本評論社、1988年4月。
- 「代数多様体の退化と logarithmic structure」『第35回代数学シンポジウム報告集』1989年。
- 「整数論」『数学セミナー（特集/数学の最前線3）』1990年1月号、日本評論社、1990年4月。
- 「類体論の解説と展望」『BASIC数学（特集/類体論入門）』1990年3月号、現代数学社、1990年4月。
- 「整数論」『数学の最前線』数学セミナー編集部編、1990年8月。
- 「2次元正則局所環のArtin指標」『京都大学数理解析研究所講究録721「代数的整数論」シンポジウム報告集』1990年。
- 「兵頭治氏の業績について」『数論的幾何学シンポジウム報告集「兵頭治氏をしのんで」』1991年。
- 「Artin-Hasse-Weil L 関数（ガロア理論型 L 関数）」『第9回 整数論サマースクール「ゼータ関数」報告集』1992年。
- 「ゼータ元に関する一考察」『第37回代数学シンポジウム報告集』1992年。
- 「Hasse-Weil L関数の岩澤理論の構想」『京都大学数理解析研究所講究録797「代数的整数論における最近の話題」シンポジウム報告集』1992年。
- 「modular curve の K2 と "L(E,1)≠0 ⇒ #E(Q)<∞"」『京都大学数理解析研究所講究録805「保型形式と関連するゼータ関数の研究」シンポジウム報告集』1992年。
- 「explicit reciprocity law と zeta の値」『京都大学数理解析研究所講究録810「代数解析学と整数論」シンポジウム報告集』1992年。
- 「p 進 Hodge 理論とゼータの値」『代数幾何学シンポジューム記録』1992年。
- 「数論の現在」『数学セミナー（特集/日本の現代数学）』1992年4月号、日本評論社、1992年4月。
- 「宇宙が先か素数が先か - 数論と “美女と野獣” “ツルの恩返し”」『数学ゲンダイ──その不思議・美・屈折・快感（朝日ワンテーママガジン1）』1993年。
- 「予想外の手法に驚き ポイントはゼータ関数 - 加藤和也東工大教授に聞く」『科学朝日（特集/300余年の難問「フェルマー予想」ついに解決！）』第53巻第9号、朝日新聞社、1993年9月。
- Kazuya Kato (1993). Lectures on the approach to Iwasawa theory for Hasse-Weil L-functions via BdR. Part I. Lecture Notes in Math. Volume 1553. Springer. ISBN 3540571108 ISBN 978-3540571100
- Kazuya Kato (1993). Lectures on the approach to Iwasawa theory for Hasse-Weil L-functions via BdR. Part II. unpblished preprint
- 「河田先生を偲ぶ」『柔らかい頭と強い腕 河田義敬追想集』1994年。
- 「フェルマーからワイルスへ 1」『数学セミナー』1994年3月号、日本評論社、1994年。
- 「フェルマーからワイルスへ 2」『数学セミナー』1994年4月号、日本評論社、1994年。
- 「フェルマーからワイルスへ 3」『数学セミナー』1994年5月号、日本評論社、1994年。
- 「フェルマーからワイルスへ 4」『数学セミナー』1994年6月号、日本評論社、1994年。
- 「フェルマーからワイルスへ 5」『数学セミナー』1994年7月号、日本評論社、1994年。
- 「フェルマーからワイルスへ 6」『数学セミナー』1994年8月号、日本評論社、1994年。
- 「フェルマーからワイルスへ 7」『数学セミナー』1994年9月号、日本評論社、1994年。
- 「ガロア理論と数論 1」『数学セミナー』1994年11月号、日本評論社、1994年。
- 「ガロア理論と数論 2」『数学セミナー』1994年12月号、日本評論社、1994年。
- 「不抜のフェルマー城陥落す 1」『数学セミナー』1995年1月号、日本評論社、1995年。
- 「不抜のフェルマー城陥落す 2」『数学セミナー』1995年2月号、日本評論社、1995年。
- 「不抜のフェルマー城陥落す 3」『数学セミナー』1995年3月号、日本評論社、1995年。
- 「類体論について」『河田敬義先生1年祭記念 数学シンポジューム』1995年1月。
- 「普遍行列式」『数理科学（特集/行列式の進化）』1995年4月号、サイエンス社、1995年。
- 「Hodge 理論の退化と Log Geometry」『「Hodge 理論と代数幾何学」報告集』1995年8月。
- 「楕円曲線:保型形式の岩澤理論」『京都大学数理解析研究所講究録925「代数的整数論と数論的幾何学」シンポジウム報告集』1995年。
- 「p 進 Hodge 理論の発展とその影響」『第41回 代数学シンポジウム報告集』1996年。
- 「Log geometry について」『第42回 代数学シンポジウム報告集』1997年。
- 「1996年度日本数学会賞春季賞 斎藤秀司「類体論の一般化および代数的サイクルの研究」- 斎藤秀司氏の業績」『数学』第49巻 第2号、日本数学会、1997年4月。
- 「数論への招待 七五三の心と類体論の心」『数学セミナー』1997年4月号、日本評論社、1997年。
- 「数論への招待 七五三の心と類体論の心」『数学セミナー』1997年5月号、日本評論社、1997年。
- 「数論への招待 七五三の心と類体論の心」『数学セミナー』1997年6月号、日本評論社、1997年。
- 「数論への招待 七五三の心と類体論の心」『数学セミナー』1997年7月号、日本評論社、1997年。
- 「数論への招待 七五三の心と類体論の心」『数学セミナー』1997年9月号、日本評論社、1997年。
- 「数論への招待 七五三の心と類体論の心」『数学セミナー』1998年1月号、日本評論社、1998年。
- 「数論への招待 七五三の心と類体論の心」『数学セミナー』1998年11月号、日本評論社、1998年。
- 「三鷹付近の青春」『数学セミナー』1998年12月号、日本評論社、1998年。
- 「log Hodge 構造と分類空間（臼井三平氏との共同研究）」『代数幾何学シンポジウム記録』1998年。
- 「Classifying spaces of polarized log Hodge structures」『「Hodge 理論・Log 幾何学・退化」報告集』1998年10月。
- 「類体論の一般化について」『数理科学（特集/類体論の100年 - その歴史と明日への展望）』1998年12月号、サイエンス社、1998年12月。
- 「数論への招待 七五三の心と類体論の心」『数学セミナー』1999年1月号、日本評論社、1999年。
- 「数論への招待 七五三の心と類体論の心」『数学セミナー』1999年2月号、日本評論社、1999年。
- 「数論への招待 実数とp進数」『数学セミナー』1999年3月号、日本評論社、1999年。
- 「数論への招待 実数とp進数」『数学セミナー』1999年4月号、日本評論社、1999年。
- 「数論への招待 実数とp進数」『数学セミナー』1999年5月号、日本評論社、1999年。
- 「数論への招待 実数とp進数」『数学セミナー』1999年7月号、日本評論社、1999年。
- 「数論への招待 実数とp進数」『数学セミナー』1999年12月号、日本評論社、1999年。
- 「イデアル類群の喜び」『数学のたのしみ（岩澤数学の全貌：その豊穣の世界）』15号、日本評論社、1999年10月。
- 「「数論の歩み」について」『数論の歩み』別冊数理科学、サイエンス社、2000年10月。
- 「類体論の一般化について」『数論の歩み』別冊数理科学、サイエンス社、2000年10月。
- 「1000年の数学者/グロタンディーク・岩澤健吉」『数学セミナー（特集/1000年の数学者）』2001年4月号、日本評論社、2001年4月。
- 「Blochの導手公式」『京都大学数理解析研究所講究録1200「代数的整数論とその周辺」シンポジウム報告集』2001年。
- 「斎藤毅氏の業績」『数学』第53巻 第4号、日本数学会、2001年10月。
- 「Log period maps」『「Hodge 理論と代数幾何学」報告集』2001年12月。
- 「Log deformations」『「Hodge 理論と代数幾何学」報告集』2001年12月。
- 「岩澤理論の拡張について」『数学のたのしみ（フェルマー最終定理以後の数学）』17号、日本評論社、2000年2月。
- 「素数の世界への誘い」『数学セミナー（特集/連続の役割）』2003年5月号、日本評論社、2003年4月。
- 「対話<知>のクロスロード 素数の歌を聴け(1)」『大学への数学』2003年4月号、東京出版、2003年4月。
- 「対話<知>のクロスロード 素数の歌を聴け(2)」『大学への数学』2003年5月号、東京出版、2003年5月。
- 「対話<知>のクロスロード 素数の歌を聴け(3)」『大学への数学』2003年6月号、東京出版、2003年6月。
- 「CLASSIFYING SPACES OF DEGENERATING POLARIZED HODGE STRUCTURES」『京都大学数理解析研究所講究録1345「Local invariants of families of algebraic curves」シンポジウム報告集』2003年。
- 「素数の歌が聞こえる」『数学のたのしみ2004年夏（現代数学のひろがりと模索）』、日本評論社、2004年。
- 「非可換岩澤理論における岩澤main conjecture」『京都大学数理解析研究所講究録1376「代数的整数論とその周辺」シンポジウム報告集』2004年。
- 「11月号 ACADE見IC No.146「理学研究科 加藤和也教授」」『らいふすてーじ』2004年11月号。
- 「辻雄氏の業績（2005年度日本数学会賞春季賞）」『数学』第57巻 第4号、日本数学会、2005年。
- 「無限遠点は遠い（数学まなびはじめ）」『数学のたのしみ2005年冬（新谷卓郎の数学）』日本評論社、2005年。
- 斉藤秀司「会員ニュース 加藤和也氏の無限遠点への旅」『数学通信』10巻1号、日本数学会、2005年。
- 「数論幾何の発展」『数理科学（特集/現代数学への誘い－ 多彩な魅力と新世紀の展望 －）』2005年12月号、サイエンス社、2005年。
- 「理学博士加藤和也氏の「数論幾何学の研究」に対する授賞審査要旨」、『日本學士院紀要』60巻2号、日本学士院、2006年1月。
- 「岩澤理論の発展」『第51回代数学シンポジウム報告集』2006年。
- 「おわびと決意」『岩波講座 現代数学の展開「月報 No.12」』2008年。
- 「数論幾何の発展」『別冊・数理科学 代数学の魅力 進化する多彩な数学とその交流』2009年4月号、サイエンス社、2009年4月、ISSN 0386-8257。
- 「フェルマーの最終定理」『数学の50年 数学セミナー創刊50周年記念』2013年2月、日本評論社、2013年4月。
- 「モチーフの高さについて」『第58回代数学シンポジウム報告集』2013年。
- 「無限遠点は遠い」『数学まなびはじめ 第3集』日本評論社、2015年7月。
- 「整数論の近年の発展をふりかえって」『日本数学会70周年記念講演アブストラクト』2016年。

## リンク
- 素数の歌
- 公式ページ
- “Faculty members receive named, distinguished service professorships” (英語). UChicago News (The University of Chicago). (2011年7月6日) 2012年6月27日閲覧。